# Benedict Wong
Huỳnh Khải Toàn (giản thể: 黄凯旋; phồn thể: 黃凱旋; sinh ngày 3 tháng 7 năm 1971), thường được biết đến với nghệ danh Benedict Wong, là một nam diễn viên người Anh gốc Hồng Kông. Wong nổi tiếng qua các vai diễn Hốt Tất Liệt trong loạt phim truyền hình Netflix Marco Polo (2014–16), Bruce Ng trong Người về từ Sao Hỏa (2015) và Wong trong Vũ trụ Điện ảnh Marvel kể từ Doctor Strange: Phù thủy tối thượng (2016).

## Thời thơ ấu
Wong sinh ở Eccles, Greater Manchester, Anh, cha mẹ đã di cư từ Hồng Kông đến Vương quốc Anh qua Ireland. Anh được nuôi dưỡng tại Salford và theo học trường cao đẳng De La Salle thứ 6 trên Weaste Lane, Salford sau khi rời trường trung học. Anh tham gia khóa học biểu diễn nghệ thuật hai năm tại Salford City College.

## Sự nghiệp
Vai diễn đầu tiên của Wong là trong vở kịch trên đài BBC Radio năm 1993 tên là Kai Mei Sauce, do Kevin Wong viết kịch bản. Anh ấy xuất hiện với vai Errol Spears cùng với Sean Lock trong bộ phim hài tình huống 15 Storeys High, và vai Franklin Fu trong loạt phim thứ hai của Look Around You. Năm 2003, anh được đề cử tại Giải thưởng Điện ảnh Độc lập của Anh cho Nam diễn viên phụ xuất sắc nhất cho vai Guo Yi trong Dirty Pretty Things . 
Năm 2007, Wong đóng vai chính trong bộ phim điện ảnh Grow Your Own. Wong tiếp tục xuất hiện trong tập thứ hai của Series 4 của bộ phim hài The IT Crowd của Channel 4, vào vai nhân vật Prime, một thí sinh Countdown trước đó đã giành được ấm trà Countdown thứ mười sáu khi anh được biết đến với cái tên Harold Tong.  Wong cũng xuất hiện trong bộ phim Shanghai với vai Juso Kita và series Spirit Warriors của BBC với vai Li. 
Năm 2012, Wong xuất hiện trong bộ phim Prometheus của Ridley Scott với vai phi công của con tàu, Ravel. Năm 2013, Wong được giao vai chính trong #aww: The Arrest of Ai WeiWei tại Nhà hát Hampstead. Ngay sau đó, Nhà hát Almeida thông báo rằng Wong đã tham gia dàn diễn viên của vở kịch Chimerica với vai Zhang Lin. Cũng trong năm 2013, Wong đóng vai trùm xã hội đen Lau trong bộ phim hài - chính kịch của BBC Two, The Wrong Mans  Anh được đề cử cho Giải thưởng West End Frame cho Màn trình diễn kịch hay nhất cho vai diễn trong Chimerica . 
Vào năm 2014, Wong đóng vai Hốt Tất Liệt trong loạt phim Marco Polo của Netflix, vào ngày 7 tháng 1 năm 2015 đã được Netflix gia hạn thành loạt phim thứ hai dài 10 tập.
Năm 2015, anh xuất hiện trong một bộ phim khoa học viễn tưởng khác của Ridley Scott, đóng vai giám đốc Phòng thí nghiệm lực đẩy phản lực, Bruce Ng trong The Martian. Năm 2016, anh ra mắt Vũ trụ Điện ảnh Marvel bằng việc đóng vai Wong trong bộ phim siêu anh hùng Doctor Strange và sau đó đóng lại vai này trong Avengers: Infinity War (2018), Avengers: Endgame (2019), Shang-Chi and the Legend of the Ten Rings (2021) Spider-Man: No Way Home (2021) và Doctor Strange in the Multiverse of Madness (2022).
Wong xuất hiện trong "Hated in the Nation", một tập của loạt phim dài tập Black Mirror, đóng vai Shaun Li, một đặc vụ của Cơ quan Tội phạm Quốc gia vào năm 2016. Năm 2017, anh lồng tiếng cho nhân vật Alex Yu trong trò chơi Prey của Arkane Studios và đóng vai chính trong "2036: Nexus Dawn", một phim ngắn quảng cáo tiền truyện của Blade Runner 2049 do Luke Scott đạo diễn và Jared Leto đóng chính. Anh xuất hiện với vai nhà khoa học Lomax trong bộ phim kinh dị khoa học viễn tưởng năm 2018 Annihilation. 
Vào năm 2019, anh ấy đã thể hiện lồng tiếng cho tướng quân Skeksis trong loạt phim The Dark Crystal: Age of Resistance của Netflix và lồng tiếng cho Bull trong phim Lady and the Tramp . Năm 2020, anh xuất hiện với tư cách là một Necromancer trong một tập của bộ phim truyền hình FX What We Do in the Shadows . Năm 2021, Wong lồng tiếng cho chiến binh khổng lồ Tong trong bộ phim hoạt hình Disney Raya and the Last Dragon . Năm 2021, anh được đề cử giải Spirit Award cho Nam phụ xuất sắc nhất cho vai diễn Kyo trong Nine Days . 

## Đời tư
Anh là một người hâm mộ lâu năm của đội bóng đá Manchester United.

## Danh sách phim
| Not yet released | Denotes works that have not yet been released |

### Điện ảnh
| Năm  | Phim                                        | Vai diễn       | Ghi chú    |
| ---- | ------------------------------------------- | -------------- | ---------- |
| 2000 | Kiss Kiss (Bang Bang)                       | Pat Proudence  |            |
| 2001 | Wit                                         | Fellow 2       |            |
| 2001 | Spy Game                                    | Tran           |            |
| 2002 | Dirty Pretty Things                         | Guo Yi         |            |
| 2003 | Code 46                                     | Medic          |            |
| 2005 | On a Clear Day                              | Chan           |            |
| 2005 | A Cock and Bull Story                       | Ed             |            |
| 2007 | Sunshine                                    | Trey           |            |
| 2007 | Grow Your Own                               | Kung Sang      |            |
| 2008 | Largo Winch                                 | William Kwan   |            |
| 2009 | Moon                                        | Thompson       |            |
| 2010 | Shanghai                                    | Juso Kita      |            |
| 2011 | The Lady                                    | Karma Phuntsho |            |
| 2011 | Johnny English Reborn                       | Chi Han Ly     |            |
| 2012 | Prometheus                                  | Ravel          |            |
| 2013 | Hummingbird                                 | Mr Choy        |            |
| 2013 | Kick-Ass 2                                  | Mr Kim         |            |
| 2015 | The Martian                                 | Bruce Ng       |            |
| 2016 | Doctor Strange                              | Wong           |            |
| 2017 | 2036: Nexus Dawn                            | lawmaker       | Phim ngắn  |
| 2018 | Annihilation                                | Lomax          |            |
| 2018 | Avengers: Infinity War                      | Wong           |            |
| 2019 | Avengers: Endgame                           | Wong           |            |
| 2019 | The Personal History of David Copperfield   | Mr Wickfield   |            |
| 2019 | Gemini Man                                  | Baron          |            |
| 2019 | Lady and the Tramp                          | Bull           | Lồng tiếng |
| 2020 | Nine Days                                   | Kyo            |            |
| 2021 | Raya and the Last Dragon                    | Tong           | Lồng tiếng |
| 2021 | Shang-Chi and the Legend of the Ten Rings   | Wong           |            |
| 2021 | Spider-Man: No Way Home                     | Wong           | Hậu kỳ     |
| 2022 | Doctor Strange in the Multiverse of Madness | Wong           | Hậu kỳ     |
| 2023 | The Magician's Elephant                     | The Magician   | Lồng tiếng |

### Truyền hình
| Năm        | Tiêu đề                             | Vai diễn                      | Ghi chú                                                                   |
| ---------- | ----------------------------------- | ----------------------------- | ------------------------------------------------------------------------- |
| 1992       | Screenplay                          | Le Van Dong                   | 1 episode                                                                 |
| 1993       | Last of the Summer Wine             | Chinese Man                   | 1 episode                                                                 |
| 1994       | The Chief                           | Peng                          | 1 episode                                                                 |
| 1994       | Frank Stubbs Promotes               | Lee                           | 1 episode                                                                 |
| 1995       | Cardiac Arrest                      | Radiographer                  | 1 episode                                                                 |
| 1995       | Hearts and Minds                    | Chinese Interpreter           | 1 episode                                                                 |
| 1996       | Pie in the Sky                      | Michael Cheung                | 1 episode                                                                 |
| 1996       | Cracker                             | Peter Yang                    | 1 episode                                                                 |
| 1997       | Supply & Demand                     | Frankie Li                    | Television film                                                           |
| 1997       | The Bill                            | Li Mann                       | 1 episode                                                                 |
| 1997       | Breakout                            | Jerry                         | Television film                                                           |
| 2000       | Arabian Nights                      | Hassan                        | Miniseries                                                                |
| 2000; 2002 | The Bill                            | Michael Wei / DS David Chiu   | 8 episodes                                                                |
| 2002       | TLC                                 | Terry Cheung                  | Recurring role, 6 episodes                                                |
| 2002       | Look Around You                     | Chess Player                  | 1 episode                                                                 |
| 2002–2004  | 15 Storeys High                     | Errol Spears                  | Main role, 12 episodes                                                    |
| 2003       | State of Play                       | Pete Cheng                    | Recurring role, 6 episodes                                                |
| 2005       | Look Around You                     | Dr Franklin Fu                | 1 episode                                                                 |
| 2006       | Eleventh Hour                       | Danny                         | 1 episode                                                                 |
| 2007       | Frankenstein                        | Dr. Ed Gore                   | Television film                                                           |
| 2008       | The Peter Serafinowicz Show         | Various characters            | 4 episodes                                                                |
| 2010       | Spirit Warriors                     | Li                            | Main role, 7 episodes                                                     |
| 2010       | The IT Crowd                        | Harold "Prime" Tong           | 1 episode                                                                 |
| 2010       | Spooks                              | Kai                           | 1 episode                                                                 |
| 2010-2011  | Law & Order: UK                     | Eli Smart                     | 2 episodes                                                                |
| 2011       | Covert Affairs                      | Shen Yue                      | 1 episode                                                                 |
| 2011–2013  | Top Boy                             | Vincent                       | Recurring role, 6 episodes                                                |
| 2013       | The Wrong Mans                      | Mr. Lau                       | 4 episodes                                                                |
| 2014       | Prey                                | DS Ashley Chan                | 3 episodes                                                                |
| 2014–2016  | Marco Polo                          | Kublai Khan                   | Main role, 20 episodes                                                    |
| 2016       | Black Mirror                        | Shaun Li                      | Episode: "Hated in the Nation"                                            |
| 2017       | Philip K. Dick's Electric Dreams    | Ed Andrews                    | 1 episode                                                                 |
| 2019       | Deadly Class                        | Master Lin                    | Main role, 10 episodes                                                    |
| 2019       | The Dark Crystal: Age of Resistance | The General (skekVar) (voice) | Main role, 9 episodes                                                     |
| 2020       | What We Do in the Shadows           | Wallace the Necromancer       | 1 episode                                                                 |
| 2021       | What If...?                         | Wong (voice)                  | Episode: "What If... Doctor Strange Lost His Heart Instead of His Hands?" |
| 2024       | Bài toán 3 vật thể                  | Clarence "Đại" Sử             | Vai chính, 8 tập                                                          |

### Trò chơi điện tử
| Năm  | Tiêu đề | Vai lồng tiếng | Ghi chú |
| ---- | ------- | -------------- | ------- |
| 2017 | Prey    | Alex Yu        | [ 10 ]  |

### Nhà hát
| Năm  | Tiêu đề                     | Vai diễn       | Nhà hát             |
| ---- | --------------------------- | -------------- | ------------------- |
| 1995 | The Letter                  | Ong Chi Seng   | Lyric Theatre       |
| 1998 | The Merchant of Venice      | Solanio        | Shakespeare's Globe |
| 1998 | The Honest Whore            | Castruccio     | Shakespeare's Globe |
| 1999 | Julius Caesar               | Gaius Lucilius | Shakespeare's Globe |
| 1999 | Antony and Cleopatra        | Menas / Scarus | Shakespeare's Globe |
| 2003 | In Arabia We'd All Be Kings | Vic / Cop      | Hampstead Theatre   |
| 2009 | The Pillowman               | Ariel          | Curve               |
| 2012 | Hamlet                      | Laertes        | Young Vic           |
| 2013 | Chimerica                   | Zhang Lin      | Almeida Theatre     |